# 桜井木穂
桜井 木穂（さくらい きほ、1998年5月31日 - ）は、日本の女優、元グラビアアイドル。北海道紋別郡遠軽町出身。

## 略歴
北海道でモデルとして活動していたが、グラビアアイドルになりたくて上京。事務所を探していた際、スカウトされ2019年8月から撮影会で活動を始めた。
2020年3月20日、ファーストDVDである『ミルキー・グラマー』をリリースし、Iカップの大きな胸が話題になった。同年7月15日に同DVDのリリースイベントを行った。
2020年7月17日、セカンドDVD『サマーMemorial』をリリース。同年9月21日にはリリースイベントを行った。
2020年7月25日深夜に放送された、テレビ東京系『ゴッドタン』の企画「アイドル飲み姿カワイイGP リモート飲み会SP」に出演し、飲み姿が可愛いと話題になった。
2020年12月18日、YouTube公式チャンネル『きほちゃんねる』開設。
2021年4月16日、自身のTwitterにてこれまで所属していたNEW PIECEを退所したこと、今後も活動を続けていくことを報告した。
2022年12月27日、『週刊SPA!』（扶桑社）の「グラビアン魂アワード2022」にて、リリー・フランキー個別賞「ドラマチック・アイ賞」を受賞。
フリーでの活動を経て、ライリーワークスに所属したが、2024年2月に退所した。

## 人物
- セールスポイントはIカップの大きな胸[4]と、ファンに褒められるという目[3]。
- 特技はアルトサックス[17]。中学生の時に吹奏楽部に所属し、朝7時から夜8時まで練習していた。この時期はすべてにおいて練習優先の生活をしており、修学旅行にも行っていない。高校時代は全国吹奏楽コンクールA編成の部で3年連続金賞受賞[18]。
- 好きな男性のタイプは、落ち着いていて地味っぽくて真面目な人[3]。
- 東京Lilyで開催されたファーストDVD『ミルキー・グラマー』のオンライン鑑賞会では、北海道出身の彼女はDVDの撮影で初めて海に入ったと明かした[19]。
- 将来の夢はたくさんの雑誌の表紙を飾れるグラビアアイドル。また、女優にも興味があるという[3]。
- お酒は好きだが、それほど強くなく1杯や2杯で酔っ払う[11]。
- 前述の『ゴッドタン』の企画で、お酒を飲み過ぎて（ビール2杯、チューハイ3杯、カクテル2杯）収録中に寝てしまった[7][8]。
- アイドル好きで、坂道系（乃木坂46、欅坂46（現：櫻坂46）、日向坂46）がお気に入り。特に好きなのが日向坂46で、推しメンは加藤史帆[4]。
- 憧れの『週刊プレイボーイ』（集英社）にベストな状態で出たいため、マイナス10キロのダイエットを果たした[20][21]。
- 前述の「週刊プレイボーイ」のために体脂肪を8%落とすことに成功したが、併せて100cmあったバストが90cmにサイズダウン。そこで、2022年7月5日発売の「FLASH」（光文社）にて『100センチバスト奪還計画』を企画し、“育乳先生”こと佐藤由加里と共に育乳にいそしみ、バストサイズが90cmから102cmと12cm成長し自己最高となった[2]。
- テレビ番組『月ともぐら』のディベート企画では即興で思想家など著名人の名言を引用。一時弁護士を目指していたという論理的思考と、教養の高さを見せ、注目を浴びた[22]。
- アスペルガー症候群の持ち主[23]。

## 作品

### イメージDVD
※太字タイトルはBD同時発売
- ミルキー・グラマー（2020年3月20日、竹書房）[24][25]
- サマーMemorial（2020年7月17日、イーネット・フロンティア）[26][27]
- かまって！きほ先生（2020年11月20日、ラインコミュニケーションズ）[28][29]
- きほわずらい（2021年3月19日、竹書房）[30][31]
- 前からずっと気になってた（2021年11月18日、ギルド）[32]
- 恋の魔法は猫じゃらし（2022年12月22日、ギルド）[33]
- 君は僕の希望（2023年11月24日、竹書房）[34]

### 動画配信
- I-ONE NEXT 桜井木穂（2020年11月27日、I-ONE NEXT）
- 木穂に恋して（2022年4月10日、ギルド）[35]
- 錦繍（2023年6月10日、ギルド）[36]

## 出版

### 写真集
- うたかたの（2022年11月12日、徳間書店、撮影：佐藤裕之）ISBN 978-4198655327[37][38]

### オムニバス写真集
- Cosplay of Nurse（2022年2月22日、メタ・ブレーン、撮影：須崎祐次）ISBN 978-4910546032

### デジタル写真集
- 100cm、Iカップスター（さっぽろ味噌味）! 桜井木穂 1 [sabra net e-Book] （2020年10月16日、小学館）
- 100cm、Iカップスター（さっぽろ味噌味）! 桜井木穂 2 [sabra net e-Book] （2020年10月16日、小学館）
- 100cm、Iカップスター（さっぽろ味噌味）! 桜井木穂 DX [sabra net e-Book] （2020年10月16日、小学館）
- ちとせよしの×桜井木穂　バスト100cm　爆乳ダイナマイト・ギャルズ 週刊ポストデジタル写真集（2021年2月19日、小学館、撮影：八坂悠司）共演：ちとせよしの
- 桜井木穂　ムギュプルッ！ 週刊ポストデジタル写真集（2021年2月19日、小学館、撮影：八坂悠司）[注 1]
- 最強ボディの誕生!　桜井木穂 3 [sabra net e-Book]（2021年4月16日、小学館）
- 最強ボディの誕生!　桜井木穂 4 [sabra net e-Book]（2021年4月16日、小学館）
- 最強ボディの誕生!　桜井木穂 DX [sabra net e-Book]（2021年4月16日、小学館）

### 雑誌
- キスカ 2020年4月号（2020年3月6日、竹書房） JAN 4910029150401 - 表紙・巻頭グラビア
- 近代麻雀 2020年6月号（2020年5月1日、竹書房）[39] JAN 4910128850608
- 週刊プレイボーイ 2020年6月15日号（2020年6月1日、集英社） JAN 4910206730600 - 雨宿りしたい次世代グラドル「下乳番付」
- FLASH 2020年6/23・6/30合併号（2020年6月9日、光文社） JAN 4910277250601 - 100cmバストグラドル名鑑
- 別冊ヤングチャンピオン 2020年11月号（2020年10月6日、秋田書店） JAN 4910282871105 - センターグラビア
- 実話BUNKA超タブー 2020年12月号（2020年11月2日、コアマガジン） JAN 4910051591203 - 巻末グラビア
- 別冊ヤングチャンピオン 2020年12月号（2020年11月4日、秋田書店） JAN 4910282871204 - 付録DVD
- 週刊ヤングマガジン 2022年1号（2021年12月6日、集英社）- 表紙・巻頭グラビア※ロサリオ惠奈、瀬山しろと共演

### カレンダー
- 桜井木穂 2022年4月始まりカレンダー（2022年3月24日、ギルド）[40][41]

### トレーディングカード
- 桜井木穂 ファースト・トレーディングカード（2021年9月25日、ヒッツ）[42][43]
- 桜井木穂 Vol.2 トレーディングカード（2023年2月25日、ヒッツ）[44]
- 桜井木穂 Vol.3 トレーディングカード（2024年1月27日、ヒッツ）[45]

## 出演

### テレビ番組
- ゴッドタン（2020年7月25日、テレビ東京）- アイドル飲み姿カワイイGP リモート飲み会SP[10]
- 浜ちゃんが!（2021年2月17日[46]、4月14日[47]、4月28日、読売テレビ）- リモートオーディション
- 北海道スタジアム 冬の陣  （2022年3月26日、NHK総合 北海道ブロック）
- ワシんとこ・ポスト（2022年8月30日、BSよしもと）- コメンテーター
- 月ともぐら（2023年2月10日 ‐ 5月12日、テレビ東京）

### テレビドラマ
- がんばれ!TEAM NACS（2021年6月 - 9月、WOWOW）- 本人 役
- 北海道発地域ドラマ「春の翼」（2022年5月20日、NHK総合 北海道ブロック）- 小日向美香 役[48]

### 映画
- がんばれ!TEAM NACS 劇場版（2021年9月、東宝）- 本人 役
- オホーツク流氷物語（2023年12月、雪国物語）- 一美 役[49][50]

### 舞台
- 概ねワシントン（2023年5月31日 - 6月4日、シアター711）[51]
- ファンファーレ‼︎〜響き続けた吹奏楽部の物語（2023年7月13日 - 17日、水戸市民会館ユードムホール（中ホール））- 副部長 役[52][53]
- 片思いの天使たち（2023年11月1日 - 5日、ザ・ポケット）- 大富杏 役[54]
- うれしい悲鳴（2024年8月17日 - 26日、吉祥寺シアター）[55]
- Little Red Riding Hood（2024年12月20日・21日、高架下空き倉庫）[56]

### 音声配信
- よゐこ有野のノーギャラジオ（2022年7月4日、Radiotalk）- シーズン3第1回ゲスト[57]

### ネット配信ドラマ
- OLD ROOTS 【1分ホラー】気配（2020年8月5日 - 、YouTube）[58]